# Manga Sarutobi Sasuke
Manga Sarutobi Sasuke (jap. まんが 猿飛佐助) – serial anime opisujący przygody młodego ninja Sasuke Sarutobi. Po raz pierwszy serial był emitowany w Japonii od 9 października 1979 do 29 kwietnia 1980 na antenie Tokyo 12 Channel (obecnie TV Tokyo). Cała seria 24 odcinkowa została wyemitowana w wielu krajach europejskich i arabskich. W Polsce natomiast jak i w Stanach Zjednoczonych serial został wydany pod nazwą Ninja Cudowny Chłopak (ang. Ninja, The Wonder Boy). Była to wersja wyreżyserowana przez Jima Terry'ego zmieniona i skrócona do 90 minut.  Wiele wątków zostało wyciętych i ocenzurowanych. Imiona kilku bohaterów zostały zmienione – główny i tytułowy bohater Sasuke Sarutobi staje się "Księciem Hayakawą" (ang. Duke Hayakawa), imię jego przyjaciółki Sakury zostaje zastąpione przez "Blossom", natomiast imię czarnego charakteru Devilman zmieniono na "Smok" (ang. Dragon). Wersja z angielskim dubbingiem i polskim lektorem, którym był Janusz Kozioł została wydana na kasetach VHS w latach 90.
Ninja Sarutobi Sasuke był znany ze swych małpopodobnych zwinności i szybkości, zwłaszcza na drzewach. Sarutobi oznacza dosłownie Małpi Skok (wyraz zapisywany dwoma znakami kanji,  saru (jap. 猿)  czyli "małpa", oraz  tobi (jap. 飛), czyli "skok").

## Opis fabuły
Fabuła opisuje wczesne lata słynnego ninja imieniem Sarutobi Sasuke, który zamierza stać się wielkim ninja. Aby to osiągnąć ciężko trenuje u Wielkiego Mistrza Białego. Wyrusza w niebezpieczną misję aby pokrzyżować plany groźnego złoczyńcy Hanzō Hattori, walcząc z jego zbirami.
Historia zaczyna się zaraz po bitwie pod Sekigaharą, gdzie Ieyasu Tokugawa staje się siogunem Japonii. Sarutobi Sasuke był znanym ninja na usługach Sanady Daisuke, który walczył po przegranej stronie przeciwko Ieyasu. Uważa się, że popełnił samobójstwo, gdy został uwięziony w zamku, ale historia pokazuje, że naprawdę uciekł, a Sarutobi to nie tylko legendarny ninja, ale nazwa całego klanu.

## Wersja japońska

### Obsada (głosy)
- Yōko Matsuoka – Sasuke Sarutobi
- Hisashi Katsuta – Koumura Shinda
- Toku Nishio – Miyoshi Seikainyūdō
- Kōichi Hashimoto – Saizō Kirigakure
- Kīko Nozaki – Sakura
- Run Sasaki – Yukino Hime
- Shōzō Iizuka – Hattori Hanzō, Maryū Dōjin

## Wersja polska
Ninja Cudowny Chłopak:
- Wersja z angielskim dubbingiem i polskim lektorem
- Dystrybucja VHS: Notoria[6]
- Lektor: Janusz Kozioł

## Spis odcinków
1. Onkirikiri Sarutobi sanjō (jap. オンキリキリさるとび参上)
2. Ninjutsu gassen orochi tai dai gama (jap. 忍術合戦・大蛇対大ガマ)
3. Seikai nyūdō ikari no hyakuninriki (jap. 清海入道・怒りの百人力)
4. Himitsu heiki sen-ri-goro shi (jap. 秘密兵器千人ごろし)
5. Kunoichi ninpō dai gumo no jutsu (jap. くノ一忍法・大グモの術)
6. Kūchū-sen soratobu ninja no shōtai wa? (jap. 空中戦・空飛ぶ忍者の正体は？)
7. Janomegasa no obake ninja (jap. 蛇の目傘のお化け忍者)
8. On'na ninja ni damasa reta Sasuke (jap. 女忍者にだまされた佐助)
9. Umi no seibutsu o ike dori ni shiro (jap. 海の生物を生けどりにしろ)
10. Onikubiyama no kettō (jap. 鬼首山の決闘)
11. Tatsu maki ninpō sora tobu sankyōdai (jap. たつ巻忍法・空とぶ三兄弟)
12. Ayaushi Jigokudani no kessen (jap. 危うし・地獄谷の決戦)
13. Bateren yōjutsu mīra tsubo (jap. バテレン妖術ミイラ壷)
14. Mizu kara umareta yōjutsu tsukai (jap. 水から生まれた妖術使い)
15. Kyōfu no kyūketsu kōmori (jap. 恐怖の吸血コウモリ)
16. Mahō no fue de nezumi ga hashiru (jap. 魔法の笛でネズミが走る)
17. Kusakeiba-ba no yōjutsu tsukai (jap. 草競馬場の妖術使い)
18. Osorubeshi hito o nomikomu daikyō (jap. 恐るべし・人をのみこむ大鏡)
19. Utsushie no jutsu a~tsu, Sasuke ga futari (jap. 写し絵の術あっ、佐助が二人)
20. Kei waza ichiza no piero wa akuma (jap. 軽わざ一座のピエロは悪魔)
21. Mienaiteki Kasumi ninja genru (jap. 見えない敵カスミ忍者現る)
22. Bijo to Kyojin no futari yōjutsu (jap. 美女と巨人の二人妖術)
23. Harumi ā namida no furusato (jap. 晴海・ああ涙の故郷)
24. Saraba Sasuke matanohio (jap. さらば佐助・またの日を)

Źródło: